# Vincenzo Giordano Orsini
Vincenzo Giordano Orsini (Palermo, 14 gennaio 1817 – Napoli, 7 luglio 1889) è stato un generale e politico italiano.

## Biografia
Nacque da Gaetano Orsini, ufficiale dell'esercito borbonico, e da Maddalena Mazzeo.
Allievo della Scuola Militare Nunziatella, nel 1837 ne uscì come alfiere. Ufficiale dell'artiglieria dell'esercito delle Due Sicilie, si affiliò alla “Giovine Italia” di Mazzini, partecipando ai moti siciliani del 1848 contro i Borbone, dimettendosi dall'esercito borbonico e ricevendo l'incarico di colonnello d'artiglieria del governo provvisorio. Sconfitti i rivoluzionari nel 1849, fu costretto all'esilio a Costantinopoli in Turchia, tornando in Italia nel 1859.
Intervenne nel 1860 ai preparativi e alla spedizione dei Mille come colonnello comandante, dapprima della 2ª Compagnia, poi del genio. Dopo lo sbarco a Marsala fu tra i protagonisti della battaglia di Calatafimi e della finta marcia su Corleone, con lo scopo di far credere ai borbonici che la spedizione si avviasse all'interno della Sicilia; difatti il generale Johann Lucas von Mechel e il colonnello Ferdinando Beneventano del Bosco, credendo che l'Orsini fosse Garibaldi, lo inseguirono avventatamente, sguarnendo così la difesa di Palermo e permettendone l'insurrezione. Fu nominato il 2 giugno 1860 da Giuseppe Garibaldi segretario di Stato della Guerra e della Marina del nuovo governo dittatoriale siciliano fino al 18 settembre, mantenendo il comando del corpo d'artiglieria dell'Esercito meridionale fino al febbraio 1861.
Fece parte della Commissione nazionale istituita nel dicembre 1861 per redigere il primo elenco dei Mille che sbarcarono a Marsala l'11 maggio 1860. La Commissione era composta dai generali Vincenzo Giordano Orsini, Francesco Stocco, Giovanni Acerbi, dai colonnelli Giuseppe Dezza, Guglielmo Cenni, Benedetto Cairoli, Giorgio Manin, dai maggiori Luigi Miceli, Antonio Della Palù, Giulio Emanuele De Cretsckmann, Francesco Raffaele Curzio e Davide Cesare Uziel, dai capitani Salvatore Calvino e Achille Argentino. La Commissione rilasciò delle autorizzazioni a fregiarsi della medaglia decretata dal Consiglio civico di Palermo il 21 giugno 1860 per gli sbarcati a Marsala.
Il 27 marzo 1862 entrò a far parte del Regio esercito con il grado di maggior generale; assunse il comando della Brigata "Abruzzi" il 13 luglio 1862 e in seguito quello della Brigata "Pisa" il 14 maggio 1864.
Con lo scoppio della terza guerra di indipendenza del 1866 fu nominato generale del Corpo Volontari Italiani, comandante la 3ª Brigata volontari composta dal 5º Reggimento di Giovanni Chiassi e dal 9º Reggimento di Menotti Garibaldi. Ispezionò tra l'altro anche Magasa e la Val Vestino occupate dal 2º Reggimento Volontari Italiani del tenente colonnello Pietro Spinazzi.
Nel 1867 sostituì Giovanni Nicotera nel comando della colonna operante nell'Agro Romano.
A Napoli, dove viveva, fu consigliere comunale e assessore dal 1865 al 1866, dimettendosi per diventare ispettore della Guardia Nazionale a Foggia.
Massone, nel 1865 faceva parte della Loggia "Dante Alighieri" di Torino; nel 1871 fu tra i fondatori della Loggia "Benito Juarez" di Napoli, della quale fu eletto primo Maestro venerabile.
Morì a Napoli nel 1889.
A Vincenzo Giordano Orsini è stato dedicato l'omonimo cacciatorpediniere della classe Sirtori, varato nel 1917 ed autoaffondato nel Mar Rosso nel 1941.